# Kenny (album)
Kenny è un album in studio del cantante statunitense Kenny Rogers, pubblicato nel 1979.

## Tracce
1. You Turn the Light On – 3:03 (Louis Anderson, Stephen Geyer)
2. You Decorated My Life – 3:38 (Deborah Kay Hupp, Robert E. Morrison)
3. She's a Mystery – 2:54 (Larry Keith, Steve Pippin)
4. Goodbye Marie – 2:47 (Dennis Linde, Mel McDaniel)
5. Tulsa Turnaround – 2:52 (Larry Collins, Paul Cotton, Alex Harvey)
6. I Want to Make You Smile – 3:20 (Bill Medley)
7. Santiago Midnight Moonlight – 3:14 (John Porter McMeans)
8. One Man's Woman – 3:45 (Steve Glassmeyer)
9. In and Out of Your Heart – 3:23 (Thomas Cain, Randy Cullers, Dennis Linde, Alan Rush)
10. Old Folks – 2:44 (Willard Robison)
11. Coward of the County – 4:20 (Roger D. Bowling, Billy Ed Wheeler)